# Зыков, Николай Викторович
Николай Викторович Зыков — советский и российский кукольник, артист эстрады, актёр, режиссёр, художник, конструктор, мастер по изготовлению кукол.

## Биография
Николай Зыков родился 8 мая 1965 г. в Москве в семье инженеров, чья жизнь не была связана с искусством. Отец — Зыков Виктор Иванович — учёный-физик, изобретатель, кандидат наук. Мать — Зыкова (Смыслова) Татьяна Николаевна — инженер химик-технолог, педагог.

### 1970-е годы
В 5 лет родители отвели маленького Николая на представление в театр кукол, которым руководил их дальний родственник. Николай Зыков — правнучатый племянник Сергея Владимировича Образцова. Под впечатлением от увиденного Николай создал свой домашний кукольный театр и показывал представления своим родителям и младшей сестре. В то время он не делал своих кукол сам, а присоединял нитки и проволоку к детским игрушкам.
В 1971 году специальная отборочная комиссия, которая тестировала музыкальные способности детей в детских садах Москвы, пригласила Николая для обучения в музыкальную школу Московской хоровой капеллы мальчиков. С 1972 по 1979 год Николай Зыков прошёл полный курс обучения по специальности фортепиано в Детской музыкальной школе № 122 и № 62 города Москвы. В 1972—1973 годах Николай выступал в составе хора Московской хоровой капеллы мальчиков под руководством Вадима Судакова. С 1974 по 1979 год Николай Зыков выступал в концертах с исполнением музыкальных произведений на фортепиано и в составе детского хора музыкальной школы № 62.
В 1977 году Николай начал заниматься в детском кукольном театре Дворца культуры Московского авиационного института под руководством Аркадия Ковтуна, где начал обучался изготовлению кукол и начал выступать в эстрадных номерах с петрушечными, перчаточными, тростевыми, ростовыми куклами и марионетками, а также сочинять музыку для пантомимических миниатюр театра. В 1978 году в Японии на японском языке в журнале «Советская женщина» и в СССР в 11-м номере журнала «Вожатый» вышла статья «Знакомьтесь: это мы и наши куклы» с рассказом о детском кукольном театре ДК МАИ, в том числе и о Коле Зыкове. В январе 1979 году состоялись первые съёмки Николая Зыкова с куклой на телевидении в передаче «Весёлые нотки», но передача вышла в эфир без куклы.

### 1980-е годы

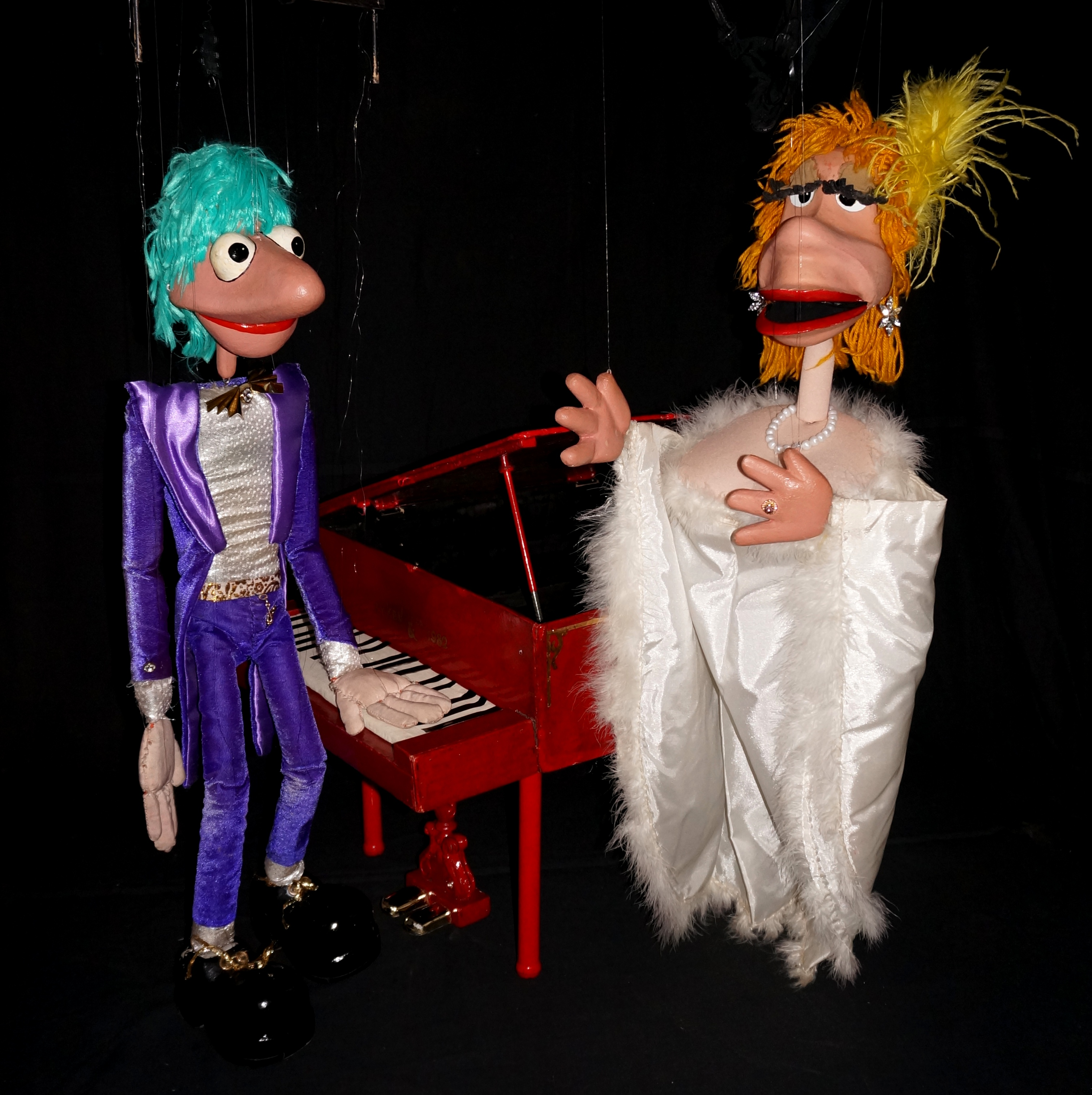
Пианист и Певица (1982), марионетки, Театр Николая Зыкова

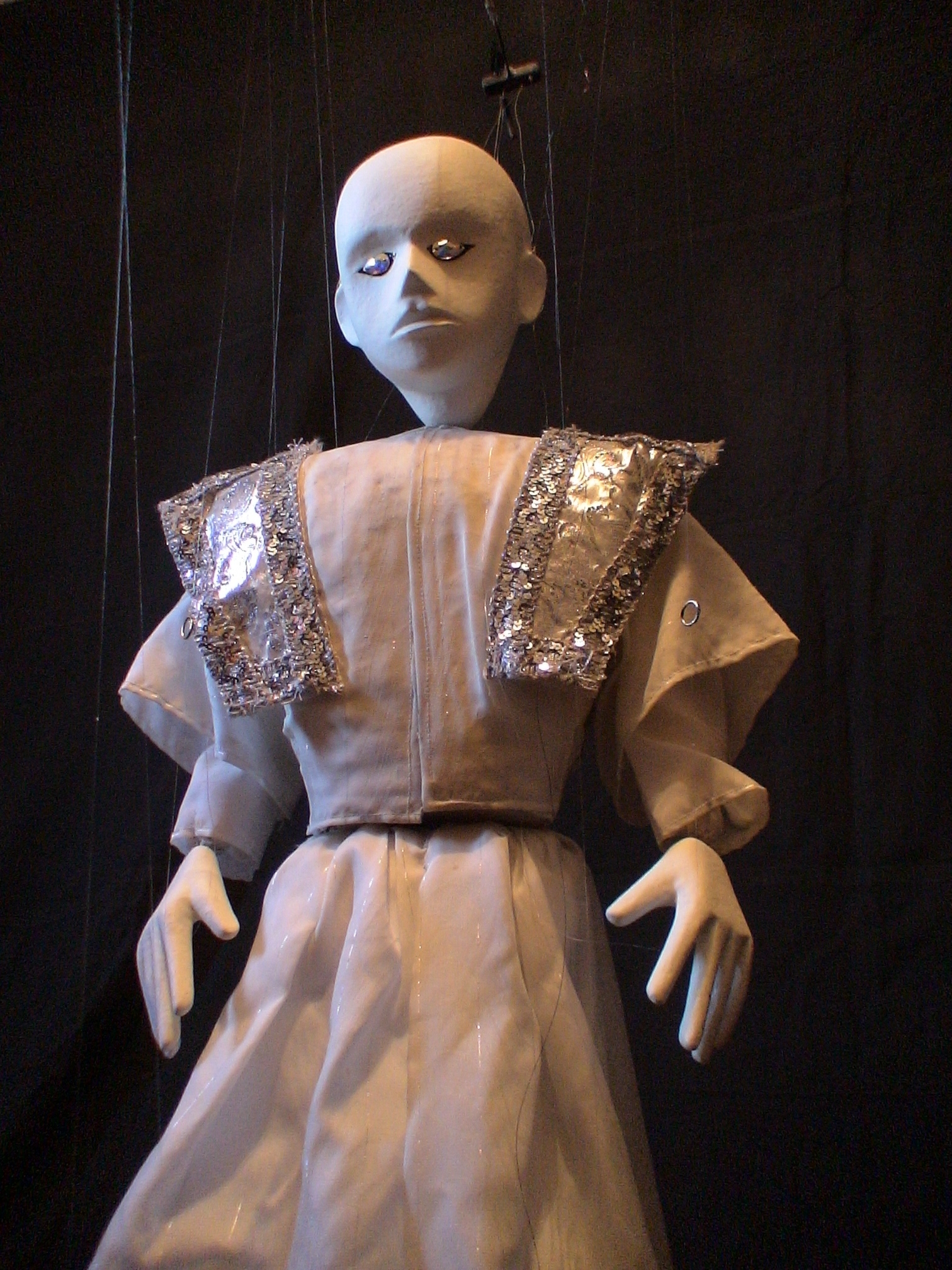
Кукольная музыкальная миниатюра «Второе рождение» (1989), Театр Николая Зыкова

С 1980 года Николай Зыков начал придумывать и делать свои собственные кукольные миниатюры и начал выступать с ними на сцене. После успешного выступления в культурной программе XXII Летних Олимпийских игр в Москве перед зрителями из разных стран мира Николая Зыкова стали приглашать для выступления с куклами в концерты студенческой самодеятельности и в профессиональные сборные концерты артистов эстрады.
В 1982 года Николай с отличием окончил среднюю специальную общеобразовательную школу № 82, имея награды за победы в школьных, районных и городских олимпиадах по математике, физике, химии, истории, черчению, и поступил на факультет Прикладная механика Московского авиационного института, который окончил в 1988 году, и по перераспределению направлен в Росконцерт для работы в качестве артиста оригинального жанра.
В 80-е годы на каналах Центрального телевидения СССР в эфир вышли телевизионные передачи с участием Николая Зыкова и его кукол: «Шире круг», «Утренняя почта», «Рассказывают наши корреспонденты», «До 16 и старше…», «Мир и молодёжь», «Что? Где? Когда?», «Говорите по испански», «Добро пожаловать», «В субботу вечером», Экспресс-камера", «Ночной карнавал» и другие. В 1986 году Николай Зыков снялся со своими куклами в эпизодической роли итальянского кукольника в телевизионном художественном фильме «Вызов» кинокомпании Беларусьфильм.
В 80-е годы Николай Зыков выступал со своими куклами в сборных концертах артистов эстрады в Государственном центральном концертном зале «Россия», Концертном зале в Олимпийской деревне, Концертном зале Музея музыкальной культуры имени Глинки, в Концертном зале Академии имени Жуковского, Дворце культуры МАИ, Зелёном театре Парка культуры и отдыха имени Горького и многих других сценах Москвы, а также в Ленинграде, Липецке, Ростове-на-Дону, Волгограде, Куйбышеве, Смоленске, Уфе, Омске, Риге, Ташкенте, Алма-Ате и других городах СССР.
Николай Зыков постоянно придумывал и делал новые куклы, его репертуар постоянно увеличивался, это дало возможность создать своё собственное кукольное представление. 20 марта 1985 года на сцене Дома офицеров космодрома Байконур состоялась премьера первого сольного представления Николая Зыкова со своими куклами и был создан Театр Николая Зыкова. Премьера первого сольного представления Николая Зыкова с куклами в Москве и первого в двух отделениях состоялась на сцене Большого зала Дворца культуры МАИ 2 ноября 1985 года. В те годы сольные представления Николая Зыкова с куклами проходили в основном в учебных и научных институтах, в концертных залах и клубах иностранных дипломатических миссий в Москве.
В годы учёбы в институте Николай Зыков по приглашению Московских Профсоюзов в составе групп самодеятельных и профессиональных артистов выступал с куклами в ГДР, Болгарии и Афганистане. С 31 июля по 2 августа 1985 года Николай Зыков выступал с куклами на XII Всемирном фестивале молодёжи и студентов в Москве.
В 80-е годы Николай Зыков был награждён Дипломами лауреата нескольких студенческих фестивалей, Золотой медалью Международном фестивале «Arbeiterfestspeile» в ГДР. 21 февраля 1986 года Указом Президиума Верховного Совета СССР Николай Зыков был награждён медалью «За трудовую доблесть».
В 80-е годы года в прессе были опубликованы статьи и фотографии Николая Зыкова и его кукол в газете «Вечерняя Москва» (17 апреля 1984), газете «Пропеллер» (6 октября 1984), вестнике Агентства Печати Новости «По Советскому Союзу» (2 августа 1985), газете «M N Information» (20 мая 1986), в журнале «Молодая гвардия» (№ 6 1987 год). В конце 1984 — начале 1985 года статья «Театр Николая Зыкова» вышла в журналах Агентства Печати Новости в Румынии, Венгрии, Польши, Исландии и Японии на языках этих стран.

### 1990-е годы

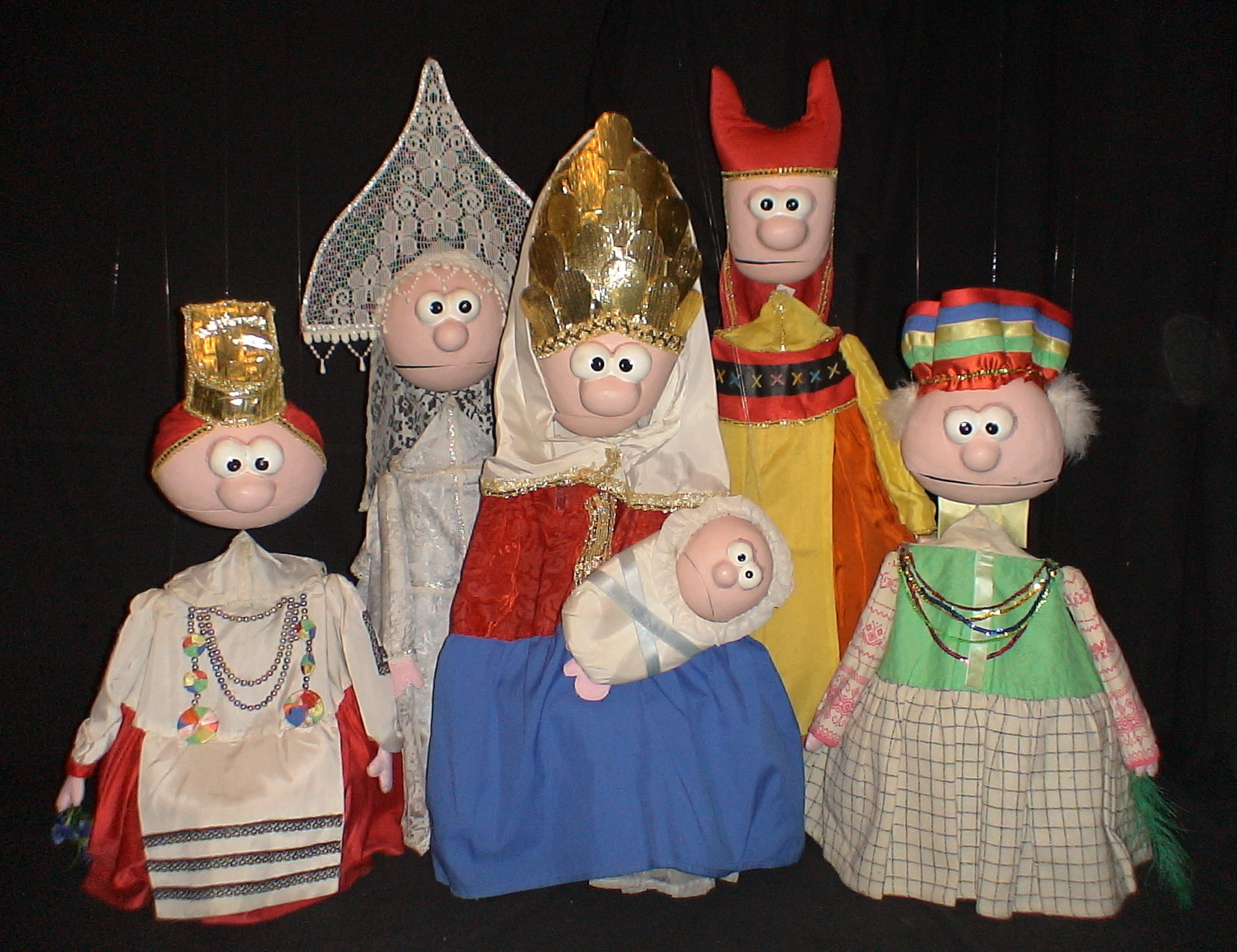
Русский сувенир (1993), пять марионеток в костюмах разных регионов России, Театр Николая Зыкова

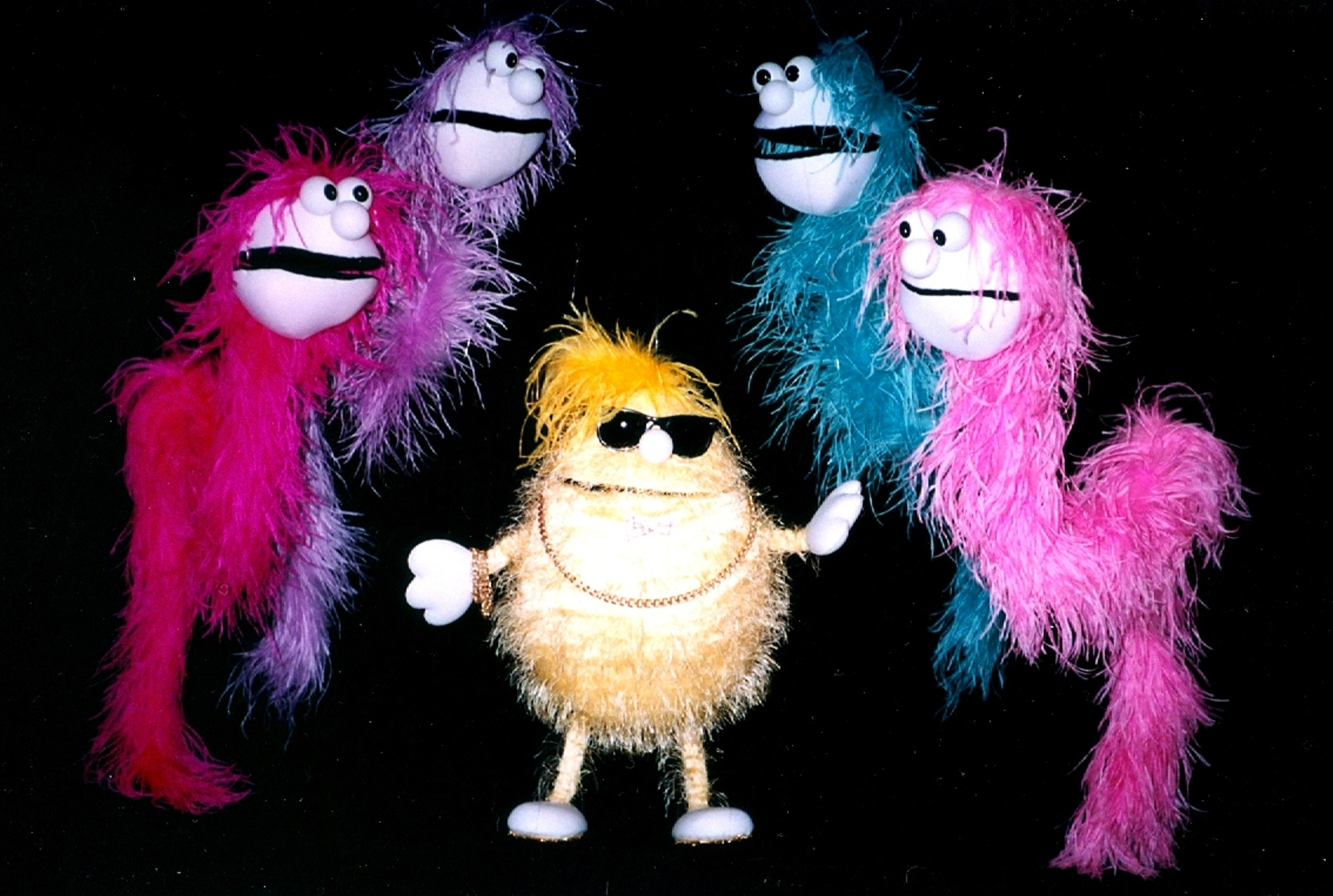
Весёлая компания (1994), марионетки из страусиных перьев, Театр Николая Зыкова

В 90-е годы Николай Зыков стал постоянно выступать с куклами в эстрадных концертах на самых лучших сценах Москвы тех лет: Государственном центральном концертном зале «Россия», Колонном зале Дома Союзов, Театре эстрады, Концертном зале имени Чайковского.
25 января 1990 года Москонцерт организовал сольный концерт Николая Зыкова «Волшебный мир марионеток» на сцене Киноконцертного зала «Энтузиаст» в Москве. С этого момента начались регулярные гастроли Театра Николая Зыкова с сольным кукольным представлением по городам России. Представление «Волшебный мир марионеток» в 90-е годы было показано в Ленинграде, Великом Новгороде, Калининграде, Черняховске, Гусеве, Твери, Калуге, Обнинске, Пушкино, Дмитрове, Дубне, Туле, Тамбове, Старом Осколе, Симферополе, Нижнем Новгороде, Тольятти, Омске, Новосибирске, Братске и других городах.
Летом 1991 и 1992 года Николай Зыков выступал с куклами на теплоходе «Антон Чехов» в круизе по реке Енисей для иностранных бизнесменов на маршруте от Красноярска до острова Диксон в Северном Ледовитом океане и обратно.
В 90-е годы начались первые зарубежные гастроли Театра Николая Зыкова с сольными представлениями. Представления марионеток Николая Зыкова прошли в Италии, Тайване, Южной Корее, Франции, Пакистане, Бразилии, Исландии, Сингапуре, Венгрии, Бельгии, Сейшельских островах, Маврикии, Турции, Мексике, Японии и США. Представление «Волшебный мир марионеток» Театра Николая Зыкова было показано в Театре кукол Будапешта в 1996 году в программе 17-го Конгресса и Фестиваля Всемирного союза кукольников УНИМА.
В 90-е годы Николая Зыков принял участие со своими куклами в телевизионных передачах: «120 минут», «С утра пораньше», «До и после полуночи», «Праздник каждый день», Там-там новости", «Добрый вечер, Москва» на московском канале и «О куклах и кукольниках» на телевидении Петербурга. Петербургское телевидение также показало полную трансляцию выступления Театра Николая Зыкова 23 февраля 1994 с представлением «Волшебный мир марионеток» на сцене Театра эстрады в программе 1-го Международного фестиваля театров кукол «Невский Пьеро» в Петербурге.
В 1994—1995 годах Николай Зыков был ведущим 16-ти выпусков детской телепередачи «Праздник каждый день» на телеканале «РТР». Во всех выпусках принимали участие куклы Николая Зыкова как телевизионные персонажи (Желточек, Пианист и Змейка) или были продемонстрированы в специально отснятых видеоклипах.
15 февраля 1994 года в эфир на «1 канале» телевидения вышел документальный фильм «Театр марионеток Николая Зыкова» Творческого объединения Астра — первый документальный телевизионный фильм о Николае Зыкове и его куклах.

### 2000-е годы

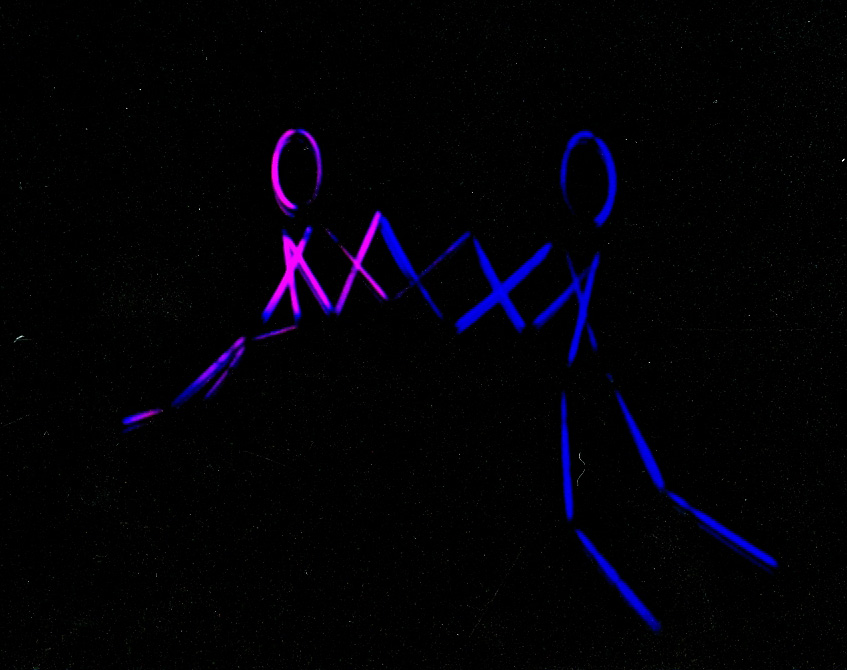
Histoire d’amour (2003), марионетки их хемилюминесцентных палочек, Театр Николая Зыкова

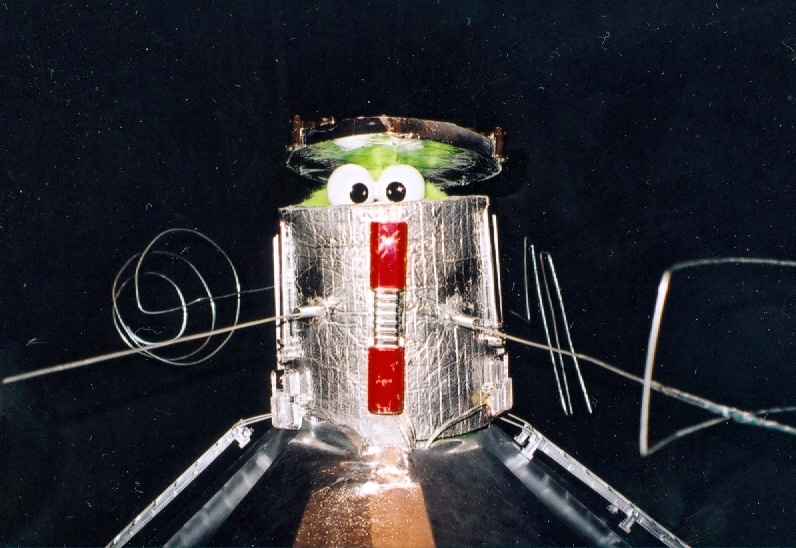
Марсианин (2003), радиоуправляемая кукла, Театр Николая Зыкова

В 00-е годы Николай Зыков в дополнение к марионеткам стал активно создавать перчаточные, тростевые, радиоуправляемые, гигантские и световые куклы из электрических лампочек, светодиодов и хемилюминесцентных палочек.
По инициативе режиссёра Бориса Покровского 4 кукольные представления Николая Зыкова были включены в постоянный репертуар Камерного музыкального театра с целью привлечения юных зрителей в музыкальный театр. Представления Николая Зыкова регулярно шли на двух сценах Московского государственного академического Камерного музыкального театра под руководством Б. А. Покровского (на Никольской улице и на Соколе) с ноября 1999 года до апреля 2003 года.
С 2002 по 2009 год 7 лет подряд «Новогодние кукольные представления» Театра Николая Зыкова проходили в Оружейной палате Московского Кремля.
В 00-е годы Николая Зыков принял участие со своими куклами в телевизионных передачах: «Аншлаг», «Смехопанорама», «Кривое зеркало», «Обыкновенный концерт», «Что хочет женщина», «Смеяться разрешается», «Истории в деталях», интервью и репортажи о Николае Зыкова и его куклах вышли на телеканалах: «Культура», «СТС», «РБК».
Зарубежные гастроли Театра Николая Зыкова в 00-е годы прошли в Венесуэле, Франции, Турции, США, Латвии, Эстонии, Аргентине, ЮАР, Пакистане, Узбекистане, Таджикистане, Иране, Казахстане, Кипре, Польше, Индии, Греции. 7 и 8 октября 2008 года состоялось представление Театра Николая Зыкова «Другие куклы» в программе 5-го Международного фестиваля театров кукол на сцене Большого зала Государственного академического Центрального театра кукол имени С. В. Образцова в Москве.
5 апреля 2009 года в Москве на сцене Государственного центрального Театрального музея имени А. А. Бахрушина состоялся творческий вечер Николая Зыкова под названием «Куклы: традиции и эксперименты».

### 2010-е годы

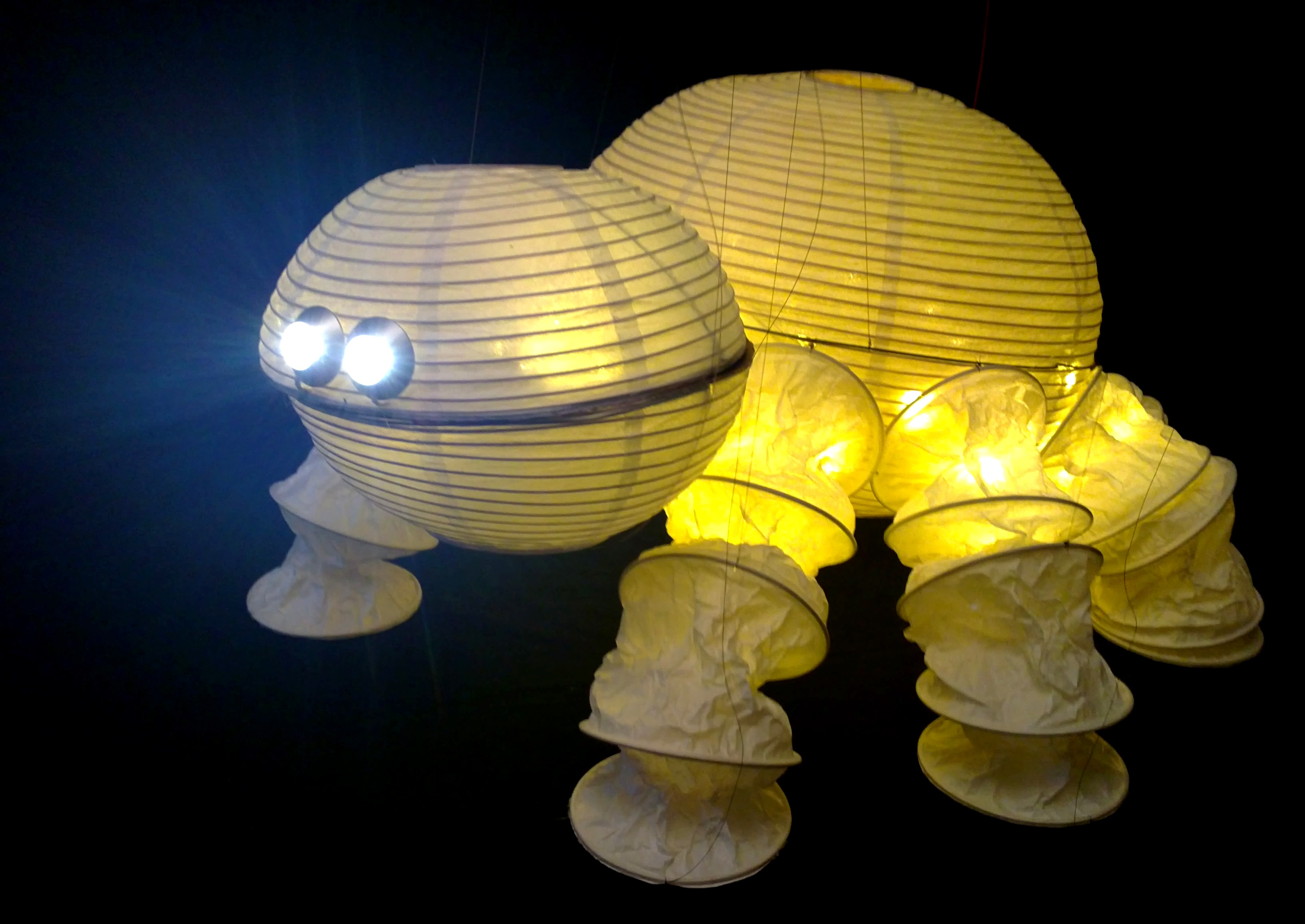
Паук-инопланетянин (2011), светодиодная марионетка-трансформер, Театр Николая Зыкова

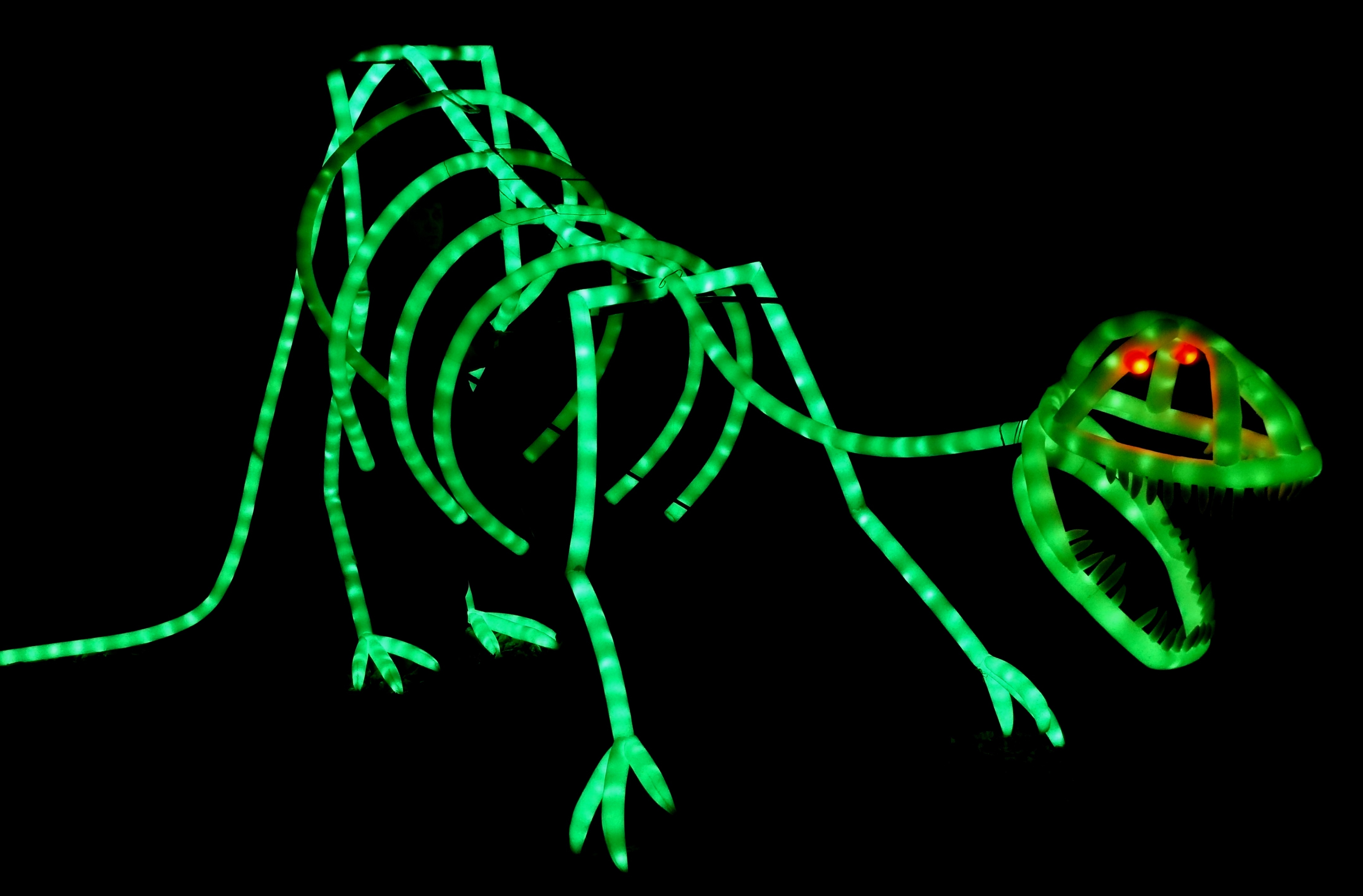
Скелетозавр (2013), гигантская светодиодная кукла, Театр Николая Зыкова

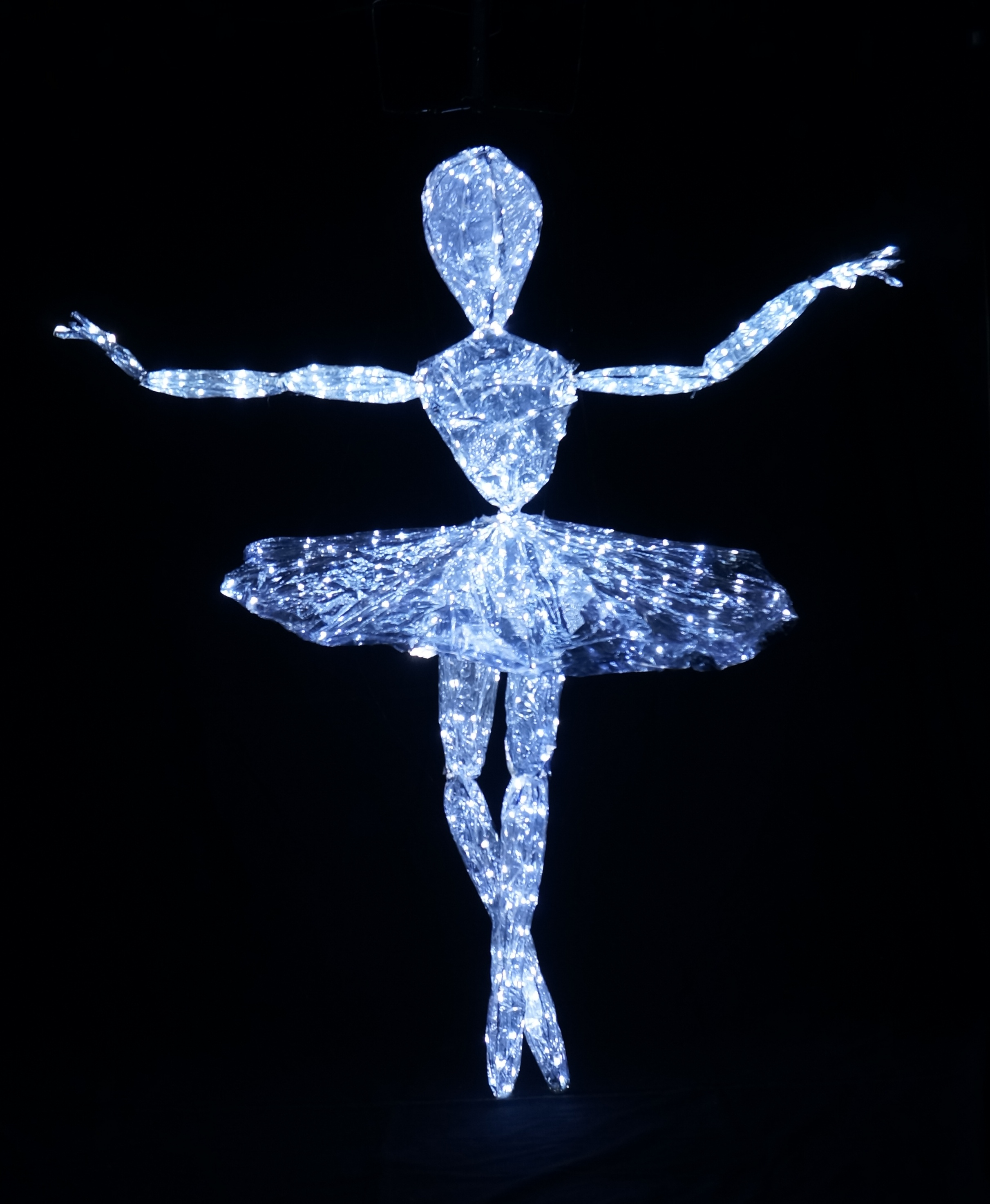
LED балерина (2019), светодиодная марионетка, Театр Николая Зыкова

В 10-е годы Николай Зыков продолжил создание марионеток, перчаточных, тростевых, радиоуправляемых и гигантских кукол, большая части из которых были световыми. Кроме электрических лампочек, отдельных светодиодов и хемилюминесцентных палочек, в 10-е годы Николай Зыков для изготовления кукол стал использовать электролюминесцентные провода, светодиодные ленты и светодиодную росу.
С 26 декабря 2011 по 6 января 2012 года Николай Зыков выступал с куклами Радиоуправляемые Снеговики и Новогодний Дракон на Новогоднем балу в Екатерининском зале Дворца усадьбы Царицыно в Москве под музыкальное сопровождение симфонического «Оркестра XXI века» под руководством Павла Овсянникова.
С 23 января по 11 апреля 2015 года четыре представления Театра Николая Зыкова в двух отделениях («Кабаре метаморфоз», «Динозавр и шоу», «Чудеса, да и только» и «Фантазмы») были показаны на сцене Московского театра кукол. В общей сложности эти 4 представления состояли из 52 кукольных музыкальных миниатюр, в которых приняли участие 92 куклы 7-и разных систем и имели общую продолжительность 4 часа 56 мин.
26 октября 2015 года на сцене Центрального дома работников искусств в Москве состоялся юбилейный творческий вечер Николая Зыкова и представление «Мне 50, а я всё играю в куклы».
В 10-е годы Театр Николая Зыкова принял участие в Москве в театральных и кукольных фестивалях: «Яркие люди», «Люди, Куклы и Москва», «Вокруг света», «Европейские новогодние традиции», «Хрустальный Петрушка», «Путешествие в Рождество» и в театральном фестивале «Снежность» в Альметьевске.
В этот период Николай Зыков принял участие со своими куклами в телевизионных шоу: «Смех с доставкой на дом», «Новый год заказывали?», «Я смогу!», интервью и репортажи о Николае Зыкове и его куклах вышли на телеканалах России: «НТВ», «ТВ3», «Доверие», «Северо-Запад», «Подмосковье» и на канале «CCTV» в Китае. В 2018 году Николай Зыков с куклой Великан принял участие в телевизионном шоу «Tu Si Que Vales» на итальянском телеканале «Canale 5».
В 10-е годы прошли зарубежные гастроли Театра Николая Зыкова в Китае, Южной Корее, Бразилии, Турции, Италии, Словакии, Австрии, Израиле, Тайване, Чехии, Египте, Испании, Шри-Ланке, Мексике, Румынии, Белоруссии, Великобритании, Швейцарии, Азербайджане, Канаде и Бангладеше.
В эти годы Театр Николая Зыкова был награждён призами международных фестивалей театров кукол: «Инновация в искусстве», «За выдающееся исполнительское мастерство», «За выдающуюся креативность» . Представление «Шоу световым кукол» Театра Николая Зыкова было награждено Призом «Excellent Show» 21-го Конгресса и Фестиваля Всемирного союза кукольников УНИМА в Ченду, Призом 4-го Международного театрального фестиваля в Коломбо и по результатам продаж билетов получило Лавры «Аншлаг-шоу» 70-го Эдинбургского театрального фестиваля.

## Образование
- 1972-1982 — Общеобразовательная школа № 122, № 156, № 82 — обязательное общее образование.
- 1972-1973 — Московская хоровая капелла мальчиков — фортепиано, хор, сольфеджио.
- 1972-1979 — Детская музыкальная школа[4] № 62 г. Москвы — фортепиано, вокал, сольфеджио, музыкальная литература, музыкальная композиция.
- 1977-1983 — Кукольная студия Аркадия Ковтуна[1] — рисование, конструирование кукол, изготовление кукол, кукловождение.
- 1980-1982 — Театральная студия[4] Татьяны Каковкиной — актёрское мастерство, сценическое движение, мелодекламация.
- 1982-1988 — Московский авиационный институт (национальный исследовательский университет)[4], факультет № 9 Прикладная механика — конструирование электромеханических систем[3].

## Куклы

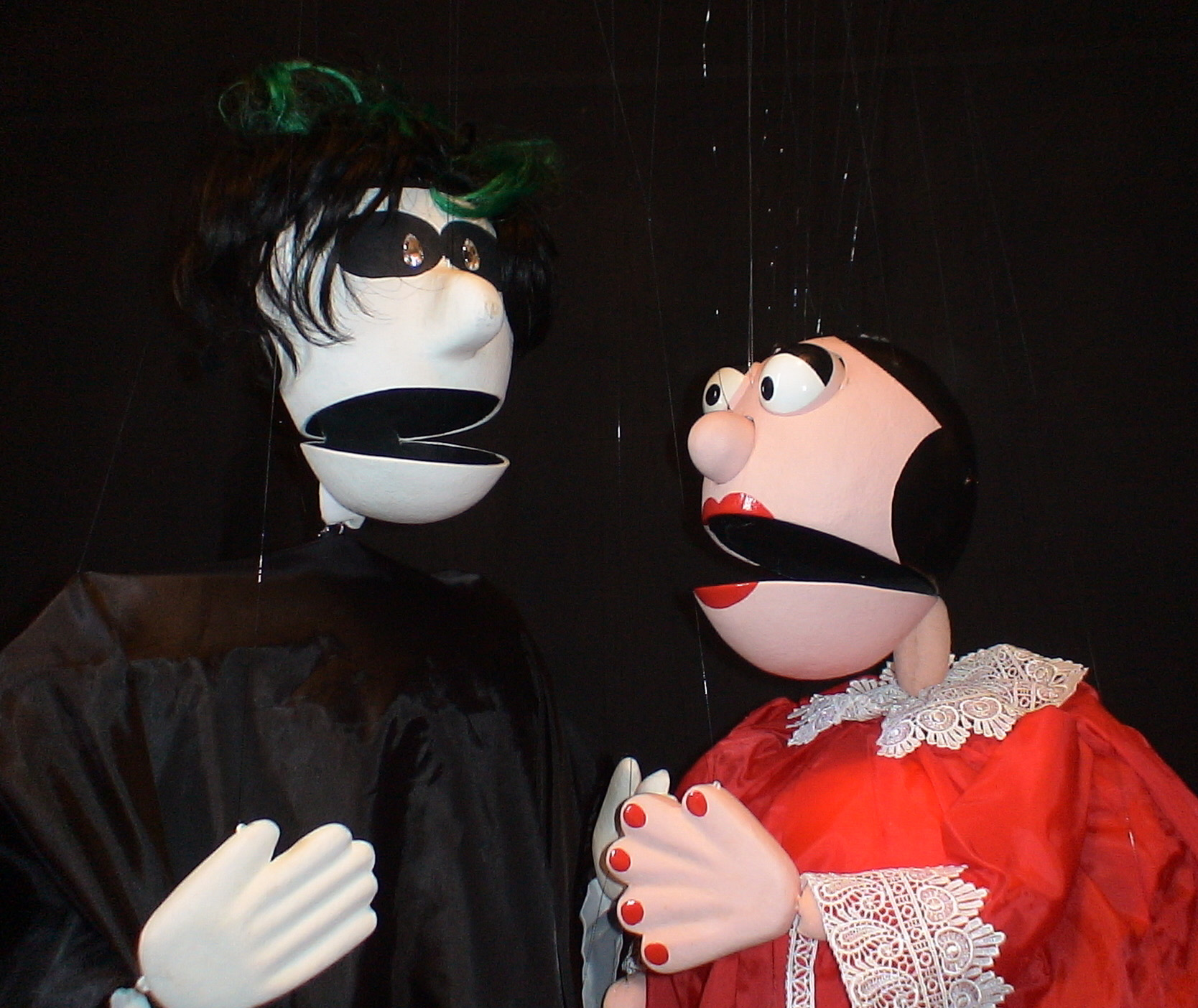
Призрак оперы (2002), марионетки-трансформеры, Театр Николая Зыкова

Николай Зыков создал более 100 кукольных музыкальных миниатюр с участием кукол-марионеток, перчаточных, тростевых, гигантских, радиоуправляемых кукол и экспериментальных кукол необычных конструкций.
Творчество Николая Зыкова отличает использование новых материалов, технологий и изобретение новых конструкций управления и строения кукол:
1. изобретение и применение новых не-деревянных скелетов при изготовлении марионеток, новые конструкции уменьшают вес куклы в несколько раз и дают возможность увеличивать размер марионеток с одновременным уменьшением нагрузки на кукловода - кукла "Электронный Буратино" (1983) и другие,
2. изобретение и применение новых конструкций трансформации кукол - миниатюра "Второе рождение" (1989) и другие,
3. применение композитного материала (углепластик) для изготовления системы управления  марионеток, что делает её практически невесомой и незаметной для зрителей - композиция "Весёлая компания" (1994) и другие,
4. создание радиоуправляемых кукол[3], исполняющих отдельные номера в представлении - кукла "Паук" (2000) и другие,
5. изобретение и применение новых конструкций гигантских кукол, создаваемых не глазах у зрителей - миниатюра "Великан Додо" (2002) и другие.
6. изобретение и применение новых конструкций, позволяющих куклам двигаться над зрителями[3] - миниатюра "Микрокосмос" (2002) и другие.
7. изобретение и применение новых конструкций кукол из хемилюминесцентных палочек - миниатюра "Микрокосмос" (2002) и другие.
8. изобретение и применение новых конструкций кукол из электролюминесцентных проводов - миниатюра "Неоновая бабочка" (2011) и другие.
9. изобретение и применение новых конструкций кукол из светодиодной росы - миниатюра "Новогодняя ёлка" (2012) и другие.

## Представления

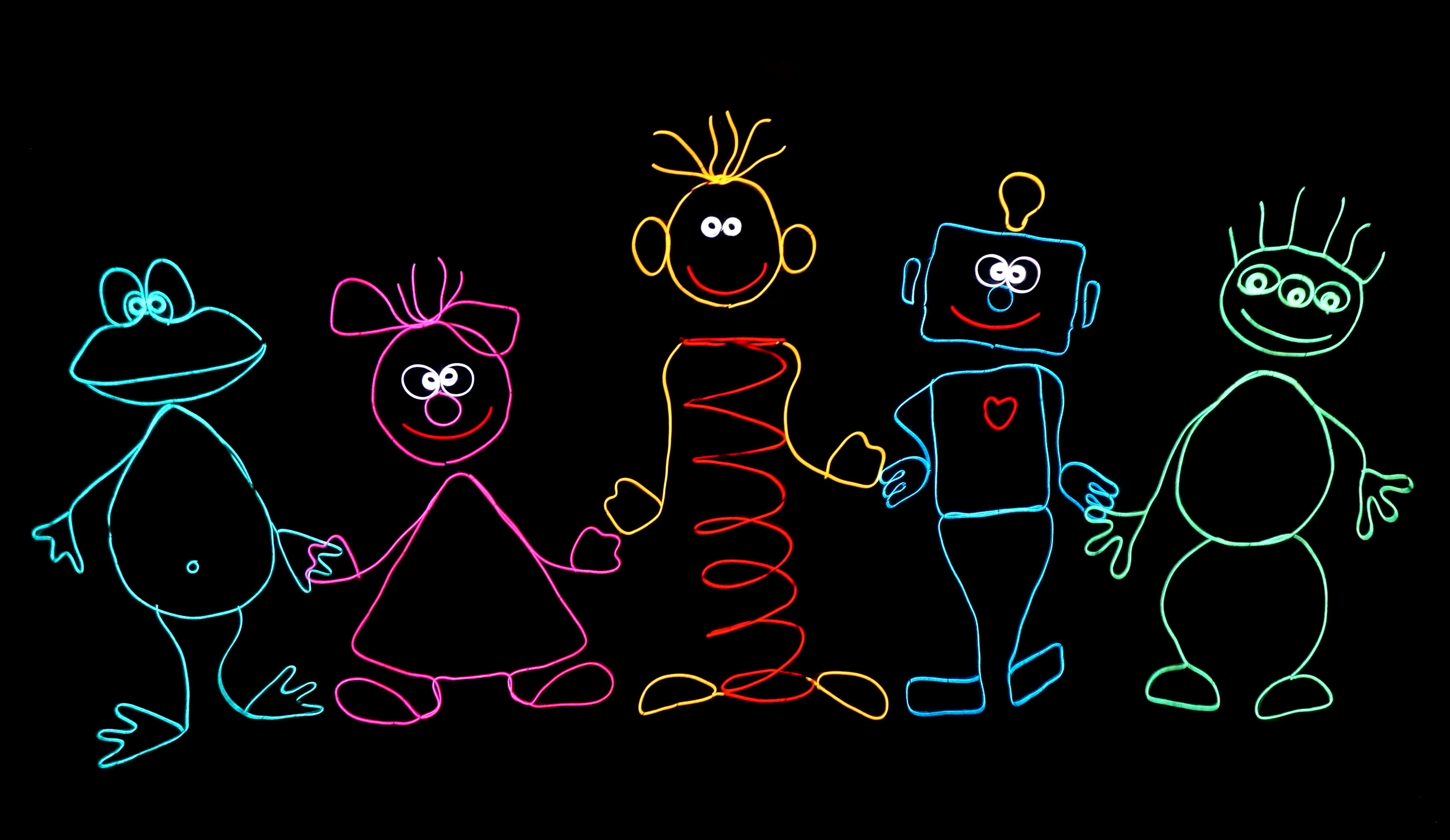
Танец кукол (2018), 2D марионетки из электролюминесцентных проводов, Театр Николая Зыкова

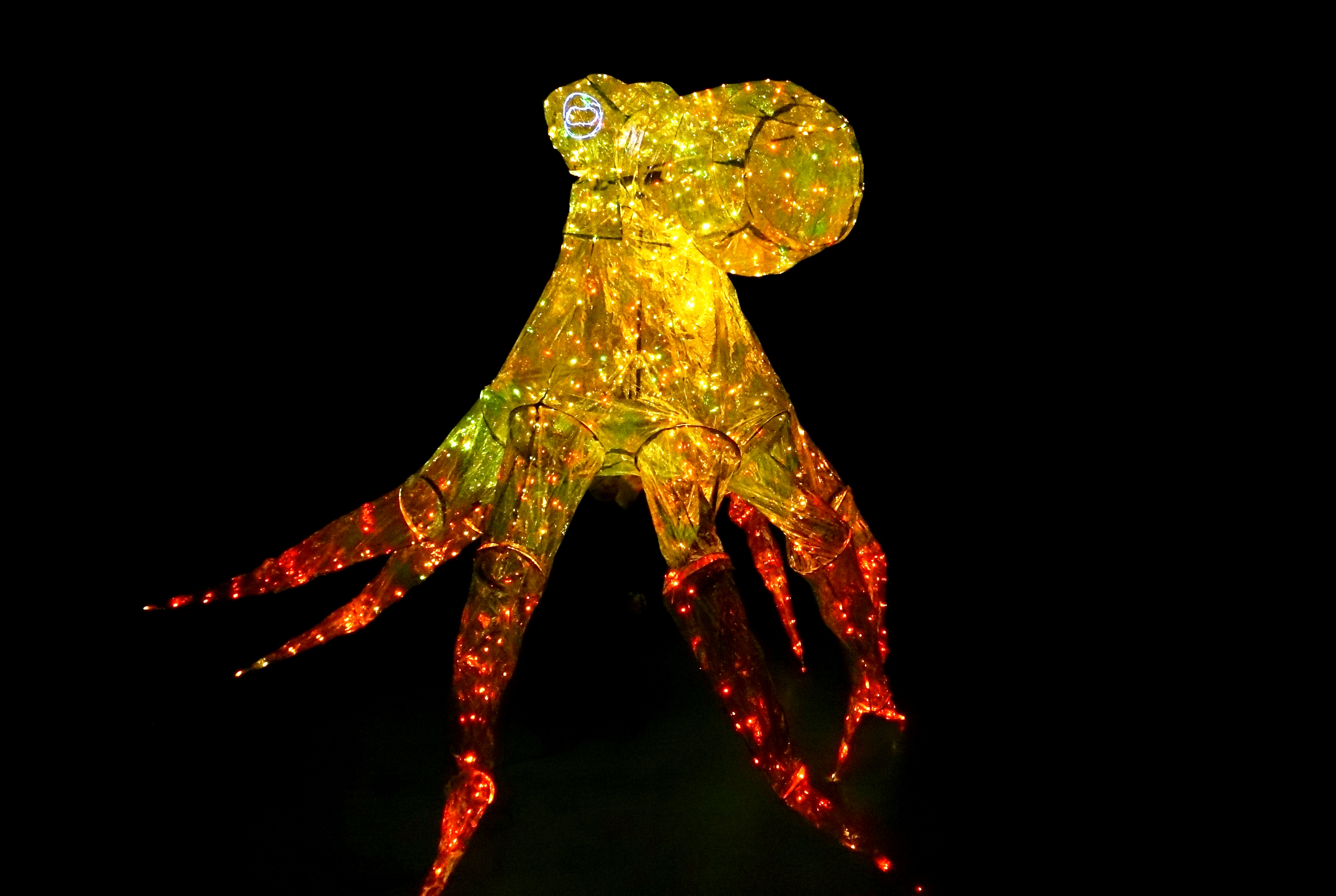
Осьминог (2020), гигантская светодиодная кукла, Театр Николая Зыкова

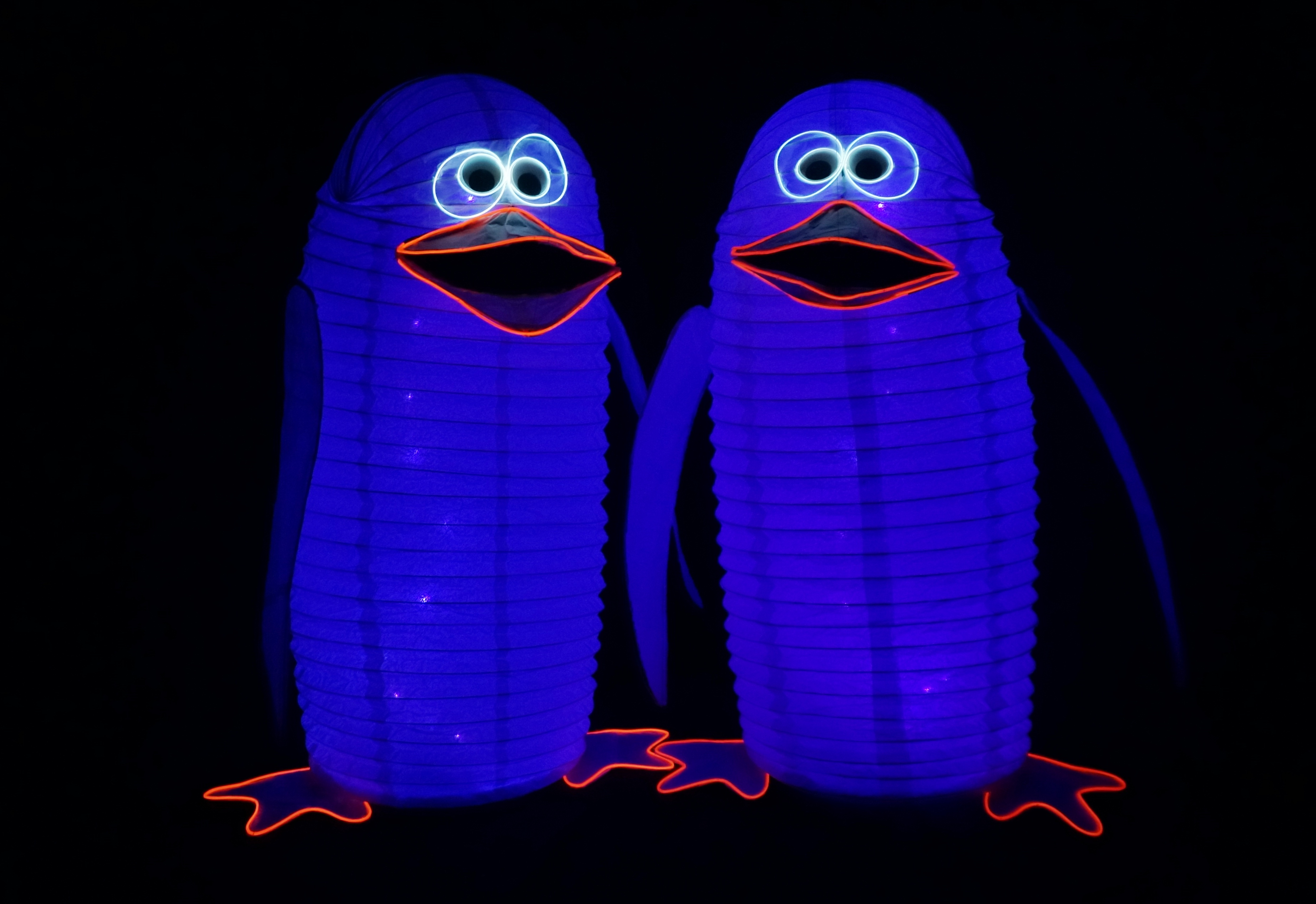
Пингвины (2022), светодиодные марионетки-трансформеры, Театр Николая Зыкова

Николай Зыков — автор более 30 кукольных музыкальных представлений. Среди них:
- «Николай Зыков показывает своих кукол» (1985)
- «Куклы для взрослых» (1987)
- «От первобытного человека до инопланетян» (1989)
- «Волшебный мир марионеток» (1993)
- «Метаморфозы» (1994)
- «Райская птица» (1996)
- «Динозавр и его компания (Dinosaur and his friends)» (1998)
- «Мои любимые куклы» (1998)
- «Кабаре метаморфоз» (2000)
- «Новогоднее кукольное представление» (2000)
- «Вам улыбаются звёзды» (2003)
- «Великан и другие» (2003)
- «Эксклюзив (Exclusive Marionettes)» (2006)
- «Мастерская чудес» (2007)
- «Русские куклы» (2010)
- «Радиоуправляемое кукольное шоу» (2011)
- «Куклы 21 века» (2012)
- «Шоу световых кукол» (2012)
- «Новая анимация» (2012)
- «Сокровища востока» (2013)
- «Кукольный зоопарк» (2014)
- «Поиски Динозавра» (2015)
- «Мне 50, а я играю в куклы» (2015)
- «Кукольный концерт на музыку Баха» (2014)
- «Куклы из чемодана (Moscow Marionettes)» (2017)
- «Шоу световых кукол на праздник Ханука» (2017)
- «Скелетозавр шоу» (2018)
- «Шоу световых кукол 2» (2021)
- «Космическое шоу световых кукол» (2021)
- «Новогоднее шоу световых кукол» (2022)

## Телевидение
Куклы Николая Зыкова были показаны во многих популярных телевизионных передачах Центрального телевидения СССР, общероссийских и зарубежных телеканалах, среди них:
| - «Утренняя почта» - «Шире круг» - «Что? Где? Когда?» - «…До 16 и старше» - «В субботу вечером» | - «С утра пораньше» - «До и после полуночи» - «Аншлаг, аншлаг» - «Смехопанорама» - «Кривое зеркало» | - «Смеяться разрешается» - «Смех с доставкой на дом» - «Истории в деталях» - «Я смогу!» - "Tu Si Que Vales" (Италия) |

В 1986 г. он принял участие в телевизионной передаче Зиновия Гердта «В субботу вечером». В 1994—1995 гг. Николай Зыков — ведущий детской телевизионной передачи «Праздник каждый день» на канале РТР с использованием своих кукол.

## Гастроли
Представления Николая Зыкова были показаны более чем в 50 странах мира:
| - Аргентина - Бразилия - Венесуэла - Мексика - США - Канада - Исландия - Эстония - Латвия - Россия | - Белоруссия - Польша - Германия - Бельгия - Великобритания - Франция - Испания - Италия - Швейцария - Австрия | - Чехия - Словакия - Венгрия - Румыния - Молдавия - Приднестровье - Украина - Болгария - Греция - Кипр | - Турция - Израиль - Египет - ЮАР - Маврикий - Сейшельские острова - Азербайджан - Иран - Казахстан - Узбекистан | - Таджикистан - Афганистан - Пакистан - Индия - Бангладеш - Шри-Ланка - Сингапур - Тайвань - Китай - Южная Корея | - Япония |

## Награды
- Золотая Медаль и Диплом лауреата международного фестиваля искусств Arbeiterfestspeile, ГДР (1984)[1]
- Медаль «За трудовую доблесть». Указ Президиума Верховного Совета СССР от 21 февраля (1986)
- Диплом Всемирного Фестиваля и Конгресса кукольников УНИМА в Будапеште (1996)
- Приз "Инновация в искусстве" Международного Фестиваля Искусств и Международного кукольного Фестиваля "Золотая Магнолия" в Шанхае (2010)[10]
- Приз Всемирного Конгресса Кукольников УНИМА (2012)
- Приз Азиатско-Тихоокеанской комиссии Всемирного Союза Кукольников УНИМА (2014)
- Приз Международного театрального фестиваля в Коломбо (2015)
- Приз "За выдающееся исполнительское мастерство" Международного фестиваля современного кукольного искусства в Бухаресте (2016)
- Приз "За выдающуюся креативность" Азиатско-Тихоокеанской комиссии Всемирного Союза Кукольников УНИМА (2017)
- Лавры "Аншлаг-шоу" Эдинбургского Фестиваля (2017)
- Приз Международного Фестиваля Искусств Великого Морского Шелкового Пути в Цюаньчжоу (2017)

## Документальные фильмы с участием Николая Зыкова
- «О куклах и кукольниках, Николай Зыков"», ТТЦ Лира, Ленинград, 1990.
- «Театр марионеток Николая Зыкова», ТО Астра, Москва, 1993.
- «Первый после Бога», Истории в деталях, телеканал СТС, Москва, 2006.
- «Китайский гороскоп. Год змеи», кинокомпания "Общественное мнение" по заказу ТВ3, Москва, 2013.
- «Сергей и Софья Образцовы. Больше, чем любовь», ООО Фишка-фильм по заказу ВГТРК, Москва, 2020.

## Художественный фильм с участием Николая Зыкова
- "Вызов" киностудии Беларусьфильм (1986), эпизодическая роль итальянского кукольника.

## Личная жизнь
С 14 мая 1994 года женат на Надежде Викторовне Дубининой, дети близнецы: Эвелина и Артём (род. 15 августа 2005).